# Piel salvaje
Pour les articles homonymes, voir Piel.
 (septembre 2024).
Piel salvaje (Peau sauvage) est une telenovela vénézuélienne produite par RCTV pour Televen. Elle est basée sur les telenovelas La fiera et Pura sangre écrite par Julio César Mármol, José Ignacio Cabrujas et Salvador Garmendia. La nouvelle version est adaptée par Martín Hahn.
Irene Esser et Carlos Felipe Álvarez sont les principaux protagonistes alors que Carlos Cruz et Marjorie Magri sont les principaux antagonistes.
Elle a été diffusée entre le 2 février 2016 et le 25 juillet 2016 sur Televen.
Le 28 mars 2016, elle fait ses débuts en Afrique sur la chaîne Eva doublée en anglais et en portugais.
Elle est diffusée sur Antenne Réunion depuis le 9 août 2017.

## Synopsis
Peau sauvage est une histoire d’amour et d’intrigue où un secret enfoui depuis des années va refaire surface et chambouler le destin de plusieurs personnes.
« Peau sauvage » est le surnom que s’attribue la belle Camila Espino, une jeune femme qui a grandi dans un orphelinat de bonnes sœurs. Au caractère rebelle et déterminé, Camila est une grande bagarreuse qui n’a peur de personne. Malgré cette façade de dure pourtant, la belle cache une grande sensibilité ainsi qu’un grand sens de l’humour.
L’histoire commence quand la jeune femme fait la rencontre de Maximiliano Esquivel lors d’une bagarre de rue, où elle lui a explosé le nez. Malgré le caractère indompté de Camila, Max se trouve immédiatement sous le charme de « cette belle bête ». Cependant, Camila refuse de se laisser aller à la romance et s’éloigner ainsi du but qu’elle s’est fixé. En effet, la jeune femme, qui a été abandonnée très jeune dans la rue, s’est juré de trouver des réponses par rapport à la disparition de sa mère. Désireuse de connaître la vérité, elle craint que l’amour la détourne de son but premier. C’est sans compter sur la ténacité de Max qui veut à tout prix conquérir Camila. Réussira-t-il à faire fléchir la belle « Peau sauvage » et lui ôter toute sa rancœur ?
Dans son désir de retrouver sa mère, les pas de Camila croiseront ceux des familles López Méndez et Aragon de la Rosa. Ces familles qui règnent dans le monde du cosmétique se haïssent et se livrent une guerre industrielle sans pitié. Ces derniers connaissent de bien sombres secrets sur la disparition de la maman de Camila, mais la vérité est sur le point d’être dévoilée.

## Distribution
- Irene Esser : Camila Espino / Isabel Blanco / Camila Aragón de la Rosa
- Carlos Felipe Álvarez : Maximiliano Esquivel
- Carlos Cruz : Ezequiel López-Méndez
- Marjorie Magri : Astrid Salamanqués
- Flavia Gleske : Octavia Esquivel
- Estefanía López : Amelia Aragón de la Rosa
- Beba Rojas : La Chila Pérez
- Michelle Taurel : Julia López-Méndez
- Gabriel López : Leandro López-Méndez
- Kiara : Patricia Aragón de la Rosa
- Gledys Ibarra : Madre Isabel
- Amanda Gutierrez : Elda de Salamanqués
- Julie Restifo : Marcelina Esquivel
- Javier Vidal : Fausto Aragón de la Rosa
- Rafael Romero : Alberto Torrealba
- Rolando Padilla : Luciano Salamanqués
- Cayito Aponte : Père Tiziano
- César Román : Roger Aragón de la Rosa
- Carlos Camacho : Celso Urdaneta
- Ángel Casallas : Axel Infante
- Daniel Vásquez : Gregorio Aragón de la Rosa
- Ángel David Diaz : Sebastián López-Méndez
- Fabiola Arce : Rosario Pérez
- Augusto Nitti : Javier López-Méndez
- Mariely Alcalá : Doris Lugo
- Andrés Aponte : Santiago
- Dora Mazzone : Rosa Blanco (participation spéciale)
- Asier Brightman : Moisés "Moi" Castro
- César Maluenga : Jesús "Chuchi" Merchán
- Patricia Amenta : Yelí González
- Myriam Abreu : Miriam Dorantes (participation spéciale)
- Germán Anzola : Fernando Aragón de la Rosa
- Hilel Potaznik : Antonio
- Carla Russo : Sonia
- Laureano Olivares : Roberto
- Eduardo Romero : El Dj (apparition spéciale)
- Héctor Peña : Alfredo (apparition spéciale)
- Alessandra Micelli : Chantal Espino (la fille de Camila Espino)
- Jordán Piña : Héctor Blanco
- Armando Acuña : Aldo
- Dennis Hernández : Pura
- Luis Losacco : Javier Carrasco
- Mariú Favaro : Tamara López (apparition spéciale)
- Agustín Segnini : Marcos Aragón de la Rosa (apparition spéciales)
- Cristóbal Lander : Bernardo (apparition spéciale)

## Autres versions
- La fiera (1978) / (Protagonistes Doris Wells et José Bardina)
- Pura sangre (1994) / (Protagonistes Lilibeth Morillo et Simón Pestana)